# Meleoma schwarzi
Meleoma schwarzi is een insect uit de familie van de gaasvliegen (Chrysopidae), die tot de orde netvleugeligen (Neuroptera) behoort. 
Meleoma schwarzi is voor het eerst wetenschappelijk beschreven door Banks in 1903.